# Bacino Čograjskoe
Il bacino Čograjskoe (in russo Чограйское водохранилище?, Čograjskoe vodochranilišče) è un bacino idrico sul fiume Manyč orientale situato nella Russia europea meridionale, al confine tra il Territorio di Stavropol' e la Calmucchia. È stato messo in funzione nel 1969.

## Descrizione
Il bacino ha una superficie di 193 km², è situato nella depressione del Kuma-Manyč, nella valle del fiume Manyč orientale. Si è formato in seguito alla costruzione di una diga in terra battuta lunga 9 850 metri e larga 8 metri. L'altezza della superficie del bacino sul livello del mare (al momento della stesura delle carte topografiche) era di 24,2 m. La profondità va da 0,3 a 5 m. Il bacino ha isole, acque poco profonde e canneti. 
La principale fonte garantita di approvvigionamento idrico è l'acqua dei bacini di Terek e Kuma, fornita attraverso i canali Terek-Kuma e Kuma-Manyč. Immissari sono i fiumi Manyč orientale, Čograj, Golub', Raguli. Emissari: Kuma-Manyč, canale principale Černozemel'skij e canale Čograjskij.

## Fauna
Il bacino è di grande importanza per la pesca. Negli anni Novanta, sono state registrate 23 specie e sottospecie di pesci. Le specie dominanti sono la carpa di Prussia, il pesce persico, la carpa, l'abramide, la blicca e la scardola europea.
Si trova all’interno della più grande rotta migratoria dell’Eurasia, che collega la Siberia occidentale, la penisola del Tajmyr e il Kazakistan con il Vicino e Medio Oriente, l’Africa settentrionale e orientale.
Attualmente, il sito, insieme al lago Manyč-Gudilo al Manyč e al Lysyj liman, è il più grande sito di sosta a lungo termine, in Russia, per la migrazione degli anseriformi, compresa l'oca collorosso e l'oca lombardella minore minore. Gli habitat principali sono le acque poco profonde, le isole, i canneti e i terreni costieri con erba e vegetazione erbacea. Vi nidificano numerosi uccelli elencati nella Lista rossa IUCN della Russia, tra cui: il pellicano dalmatico, il pellicano bianco orientale, la spatola, il mignattaio e il gabbiano del Pallas. 
Il bacino Čograjskoe è incluso nell'elenco delle zone umide della Convenzione di Ramsar.